# Love Spit Love (album)
Love Spit Love è un album del gruppo musicale omonimo, pubblicato il 2 agosto 1994.

## Tracce
1. "Seventeen" (Butler, Butler, Fortus) – 4:17
2. "Superman" (Butler, Butler) – 4:14
3. "Half a Life" (Butler, Butler) – 4:10
4. "Jigsaw" (Butler, Fortus) – 4:08
5. "Change in the Weather" (Butler, Chandler) – 3:11
6. "Wake Up" (Butler, Fortus) – 4:02
7. "Am I Wrong" (Butler, Butler) – 3:34
8. "Green" (Butler, Fortus) – 5:11
9. "Please" (Butler, Butler) – 4:46
10. "Codeine" (Butler, Schermerhorn) – 4:51
11. "St. Mary's Gate" (Butler, Fortus) – 5:26
12. "More" (Butler, Butler) – 4:00

Alcune versioni internazionali includono la traccia bonus "All She Wants".

## Formazione
- Richard Butler - voce
- Richard Fortus - chitarra, violoncello, mandolino
- Frank Ferrer - batteria
- Tim Butler - basso
- Jon Brion - chamberlin, optigan, pianoforte
- John Schermerhorn - chitarra acustica
- John Phillip Shendle - sistemazioni di sequenza